# ساحل برایتون
ساحل برایتون (به انگلیسی: Brighton Beach) منطقه‌ای در مجاورت اقیانوس در بخش جنوبی از بخش بروکلین شهر نیویورک در امتداد شبه جزیره کُنی آیلند است و تا سال ۲۰۱۴، ۸۰٬۲۸۵ نفر و ۳۴٬۲۰۸ خانوار جمعیت داشته‌است. ساحل برایتون در اوشن پارک‌وی(پارکراه اقیانوس) به غرب، ساحل منهتن در کوربین محل به شرق، خلیج شیپسد در پارکراه بلت (کمربندی) به شمال، و اقیانوس اطلس در امتداد گردشگاه ساحلی ریگلمن به جنوب احاطه شده‌است. این ساحل برای مهاجران روسی زبانش شناخته شده‌است. همچنین به خاطر سواحل اقیانوسی و مجاورتش با پارک‌های تفریحی در کُنی آیلند به‌عنوان مقصد (تفرجگاه) تابستانی ساکنین نیویورک نیز شناخته می‌شود.

## تاریخچه

### گسترش اولیه

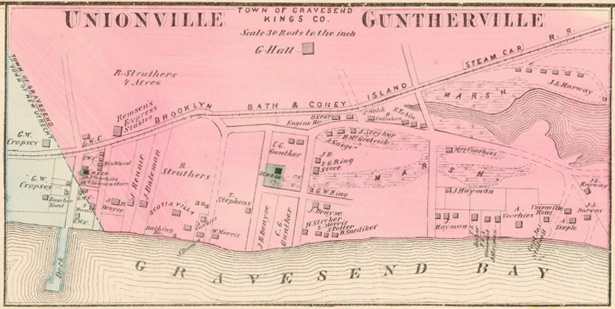
نقشه سال ۱۸۷۳ ساحل برایتون

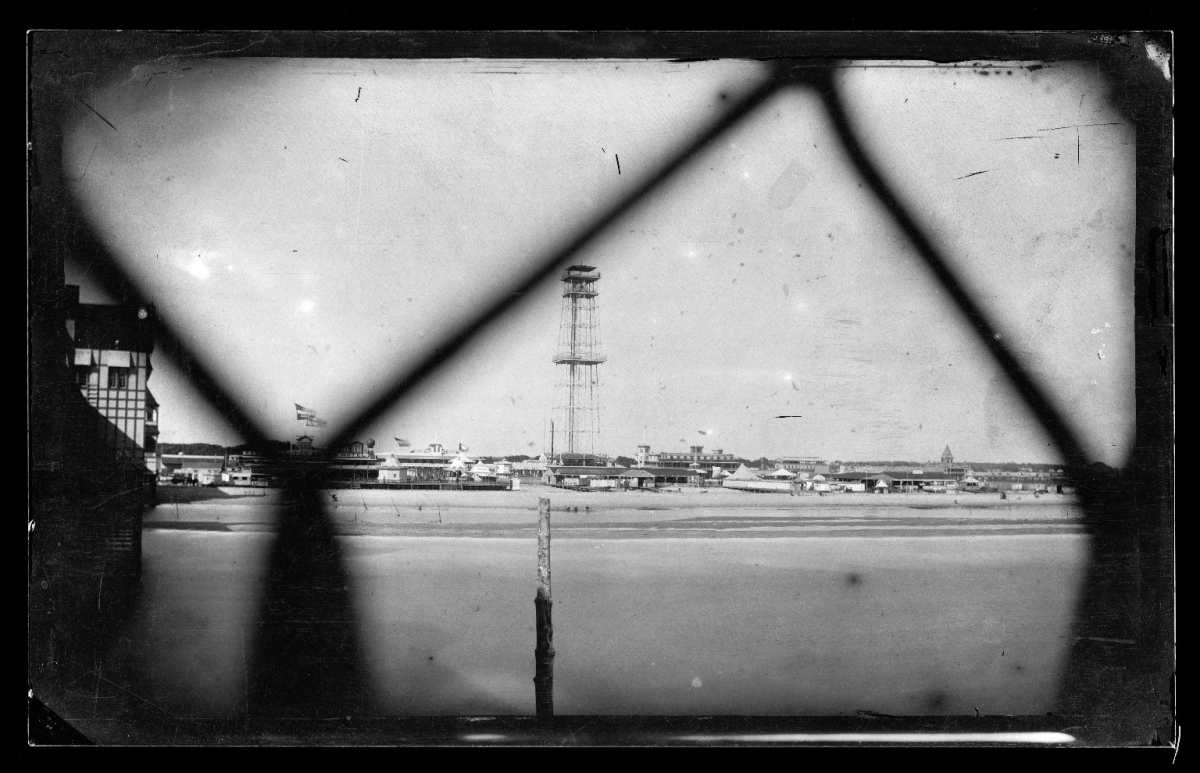
برایتون غربی، بروکلین، حدوداً ۱۸۷۲ تا ۱۸۸۷

تا اواخر دهه ۱۸۶۰، ساحل برایتون از وسعت کمی برخوردار بود اما مزارع در تپه‌های شنی شکل گرفته بودند. این منطقه با عنوان «قسمت میانی» از گریوسند شناخته می‌شد، تنها شهرک انگلیسی از شش شهرک اصلی در شهرستان کینگز. در اوایل قرن ۱۸، قسمت میانی به ۳۹ تکه شکست، مالکان فرزندان مهاجرنشینان اروپایی الاصل بودند. در دهه ۸۰ قرن هجدهم، اگر شخصی در امتداد ساحل از سی گیت به ساحل منهتن پیاده می‌رفت می‌توانست رده‌بندی کامل استانداردهای زندگی روز از پایین‌ترین تا بالاترین را مشاهده کند.
ویلیام ای انگمن این منطقه را به عنوان استراحت‌گاه در سال ۱۸۶۸ گسترش و رشد داد، هنری سی مورفی و گروهی از تجار در مباحثه‌ای در ۱۸۷۸ آن را به یاد برایتون انگلیس نام نهادند.

### مهاجرت از شوروی

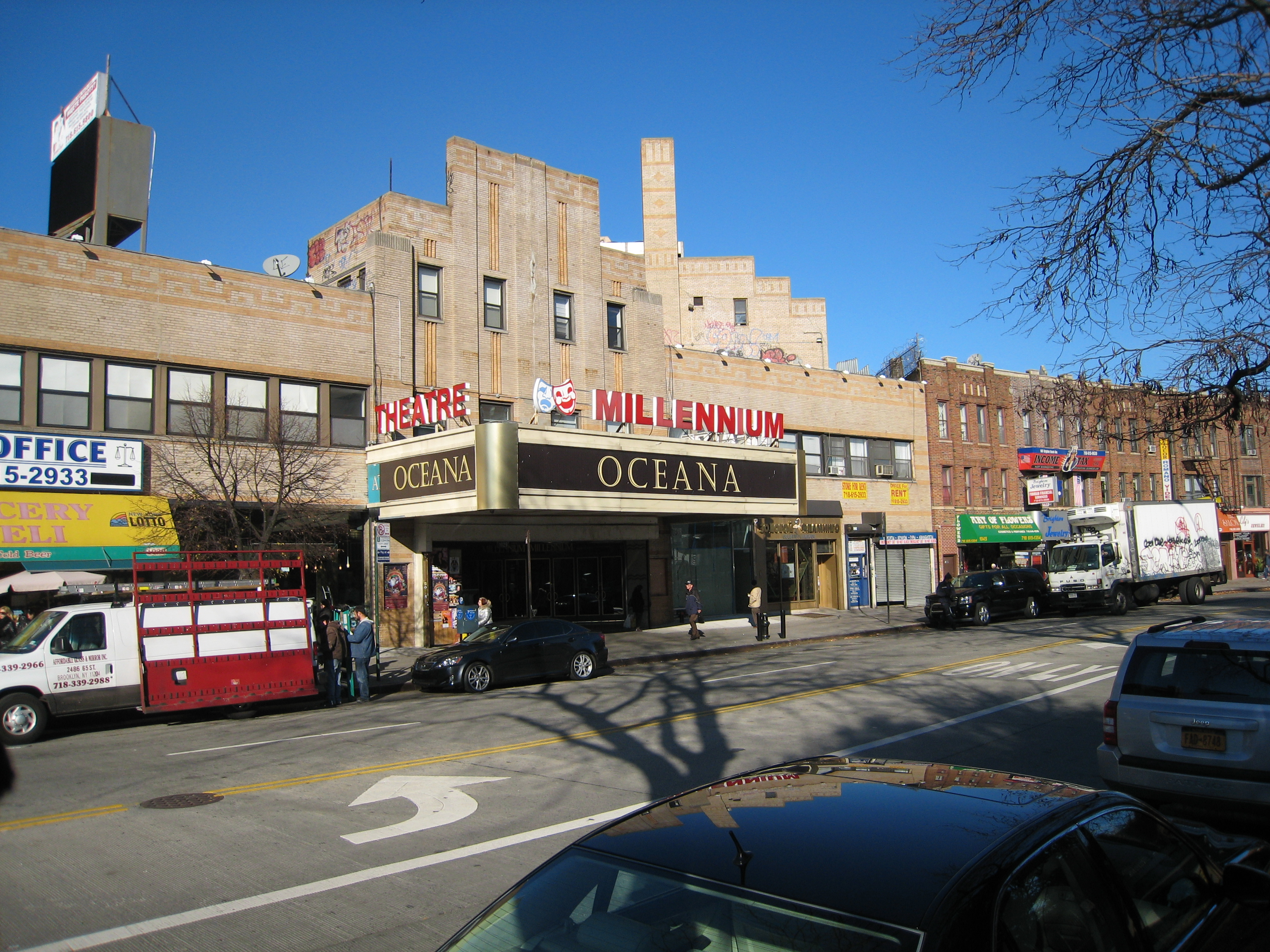
تئاتر ملنیوم یا تئاتر اصلی(Master Theater) کنونی

برای یک دوره طولانی، تا پایان قرن بیستم، این منطقه اصلاً با حیثیت و محترم نبود. خیابان‌های کثیف، نرخ تبهکاری بالا، و بسیاری مهاجران غیرقانونی. گرچه همچنان در طول تابستان از اطراف شهر به ساحل برایتون بیچ در کنار اقیانوس اطلس می‌رفتند.
جمع شدن اتحاد شوروی، و در پی آن تغییرات قابل توجه در شرایط اقتصادی و اجتماعی ایالت‌های پس از شوروی(post-Soviet states) باعث شد هزاران شهروند شوروی سابق به ایالات متحده مهاجرت کنند. بسیاری از این مهاجران در اواخر دهه ۱۹۸۰ و ۱۹۹۰ به ساحل برایتون آمدند. ساحل برایتون به دلیل هزینه پایین زندگی هجوم سنگینی از مهاجران را داشت. ساکنان جدید اساساً روسی صحبت می‌کردند، از این رو تعداد زیادی از شرکت‌های، فروشگاه‌ها، رستوران‌ها، کلاب‌ها، دفاتر، بانک‌ها، مدارس و مراکز بازی کودکان به روسی صحبت می‌کنند و کلاً مقصد مشتریان روسی زبان هستند.
این منطقه با سرعت زیادی رشد کرد. با چند متر کوتاه فاصله از اقیانوس یک تئاتر روسی زبان، مستر تئاتر، با بازی هنرمندان ایالات متحده، روسیه و دیگر کشورها ایجاد شد. در اوائل دهه یک قرن بیست و یکم مرکز اقامتی گران‌قیمت اوشنا در ساحل اقیانوس اطلس ساخته شد. بسیاری از تجار ثروتمند روسی، مقامات عالی‌رتبه و مجریان شوی محبوب و مشهور واحدهای تشکیلات اوشنا را خریداری کردند. از این رو، قیمت‌های خانه‌ها در این ناحیه رشد کرد.
از اوائل دهه دوم قرن بیست و یکم، بسیاری از آسیایی‌های مرکزی نیز به ساحل برایتون آمدند.

## فرهنگ
نزدیکی ساحل برایتون به سواحل شهر (بلوار برایتون بیچ که به صورت همسو با ساحل کنی آیلند و تفریح‌گاه ساحلی است) و عامل همسایگی که به صورت مستقیم از یک ایستگاه زیرزمینی مترو تأثیر می‌گیرد، این منطقه را به یک مقصد تفریحی پایان هفته‌ای تابستانی محبوب برای ساکنان شهر نیویورک تبدیل کرده‌است.

فرهنگ برایتون بیچ
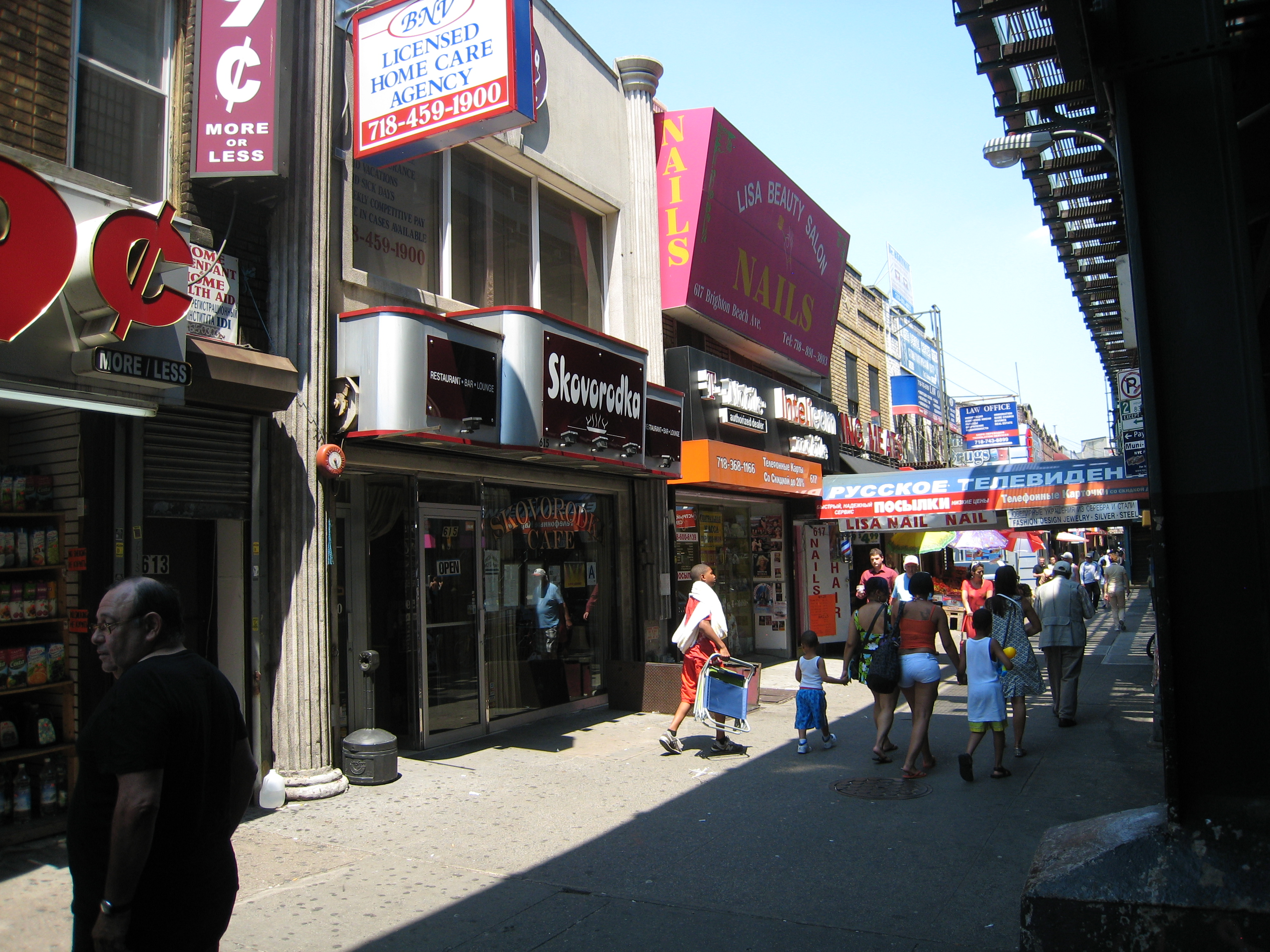
فروشگاه‌های روسی در برایتون بیچ
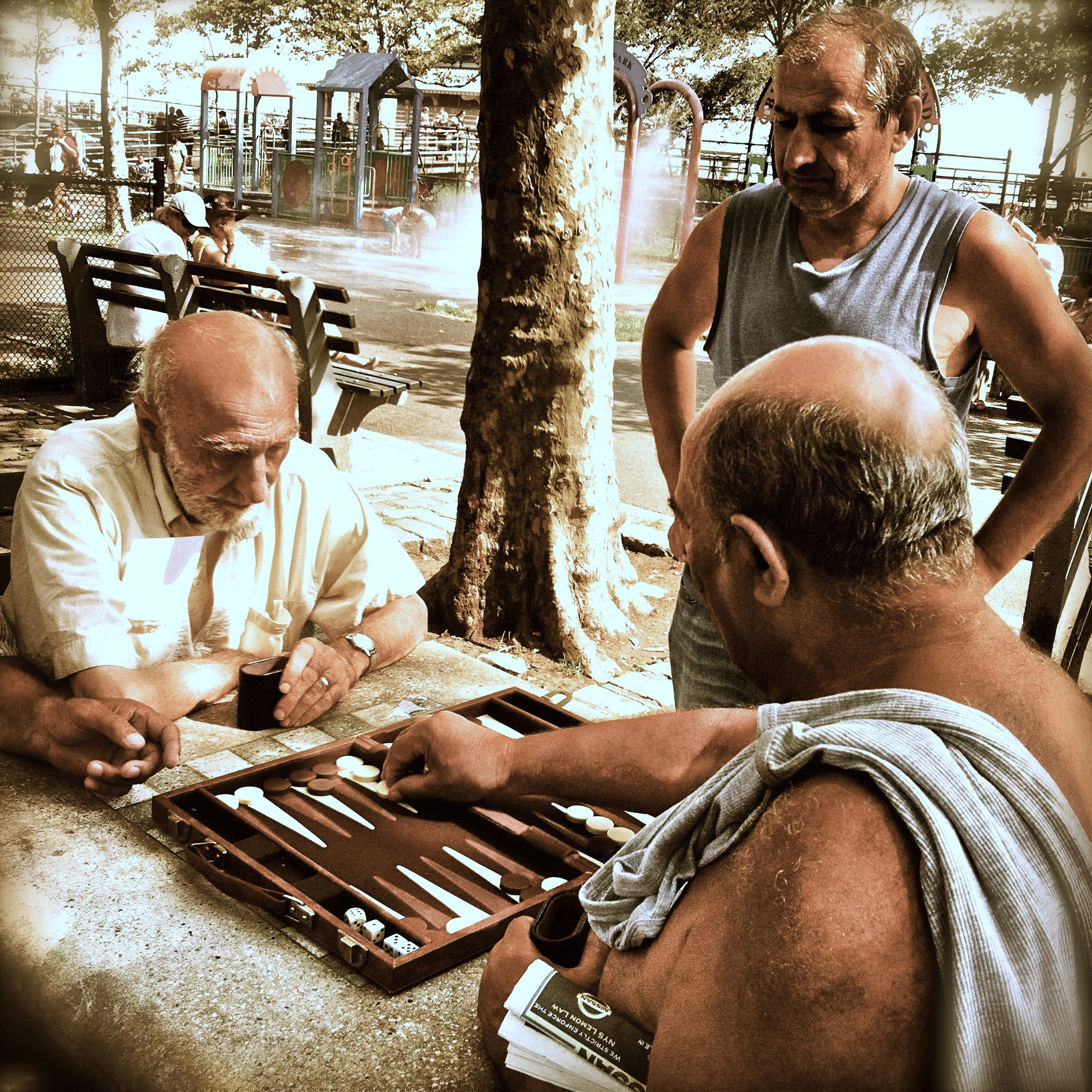
بازی تخته نرد در پارک خیابان دوم در سال ۲۰۱۲
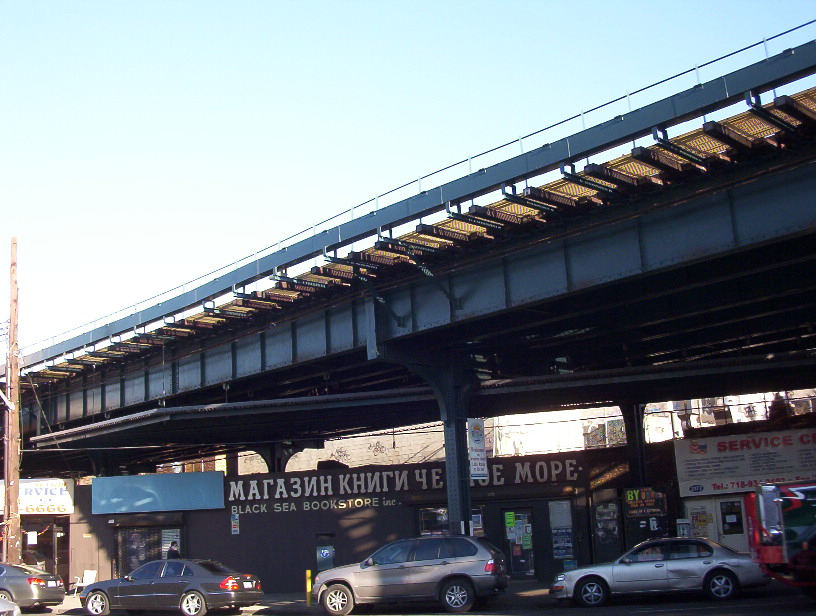
یک کتاب‌فروشی روسی زبان زیر خط متروی نیویورک سیتی در بلوار کنی آیلند در ساحل برایتون
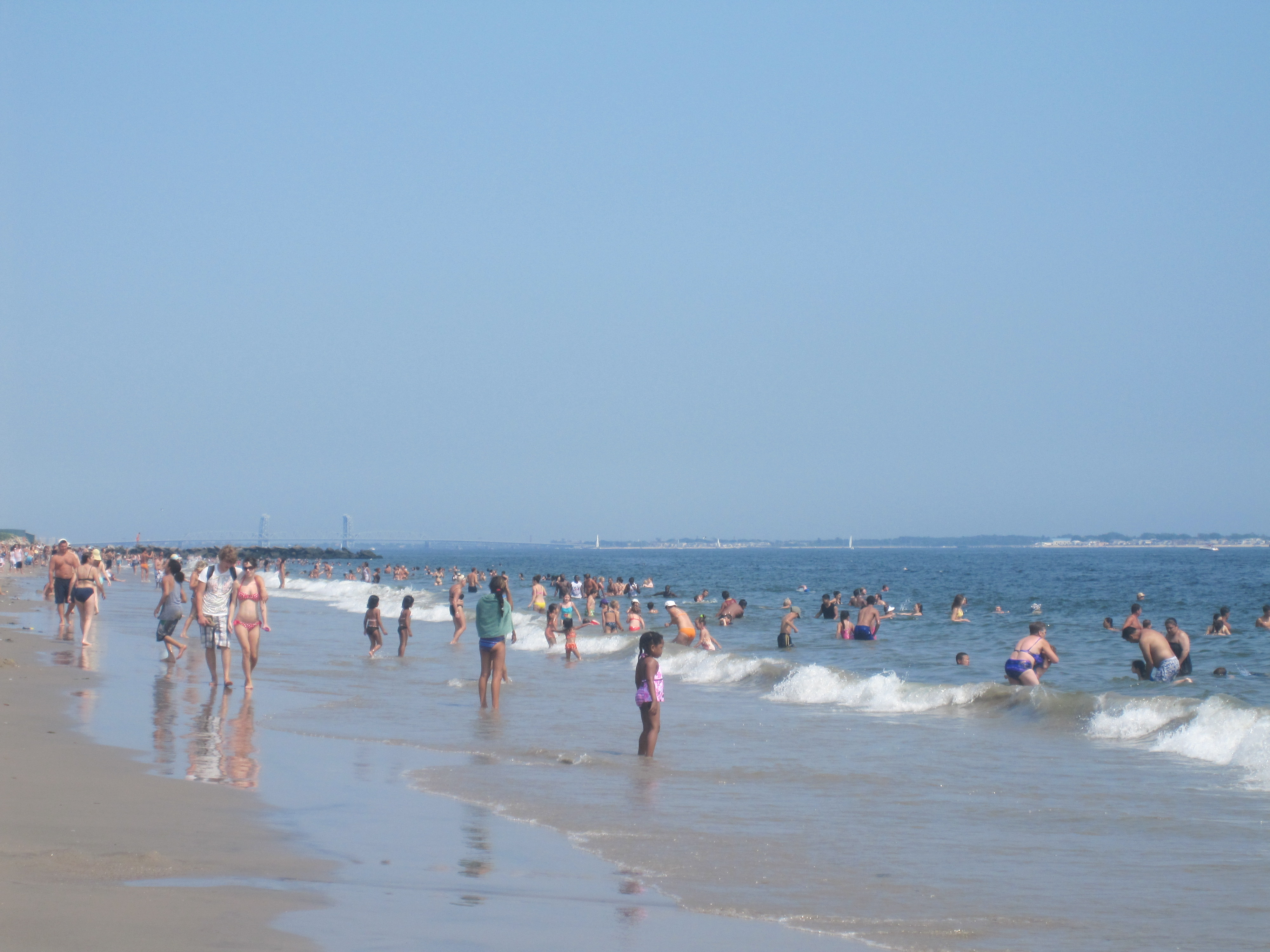
ازدحام در ساحل برایتون در یک بعدازظهر تابستانی
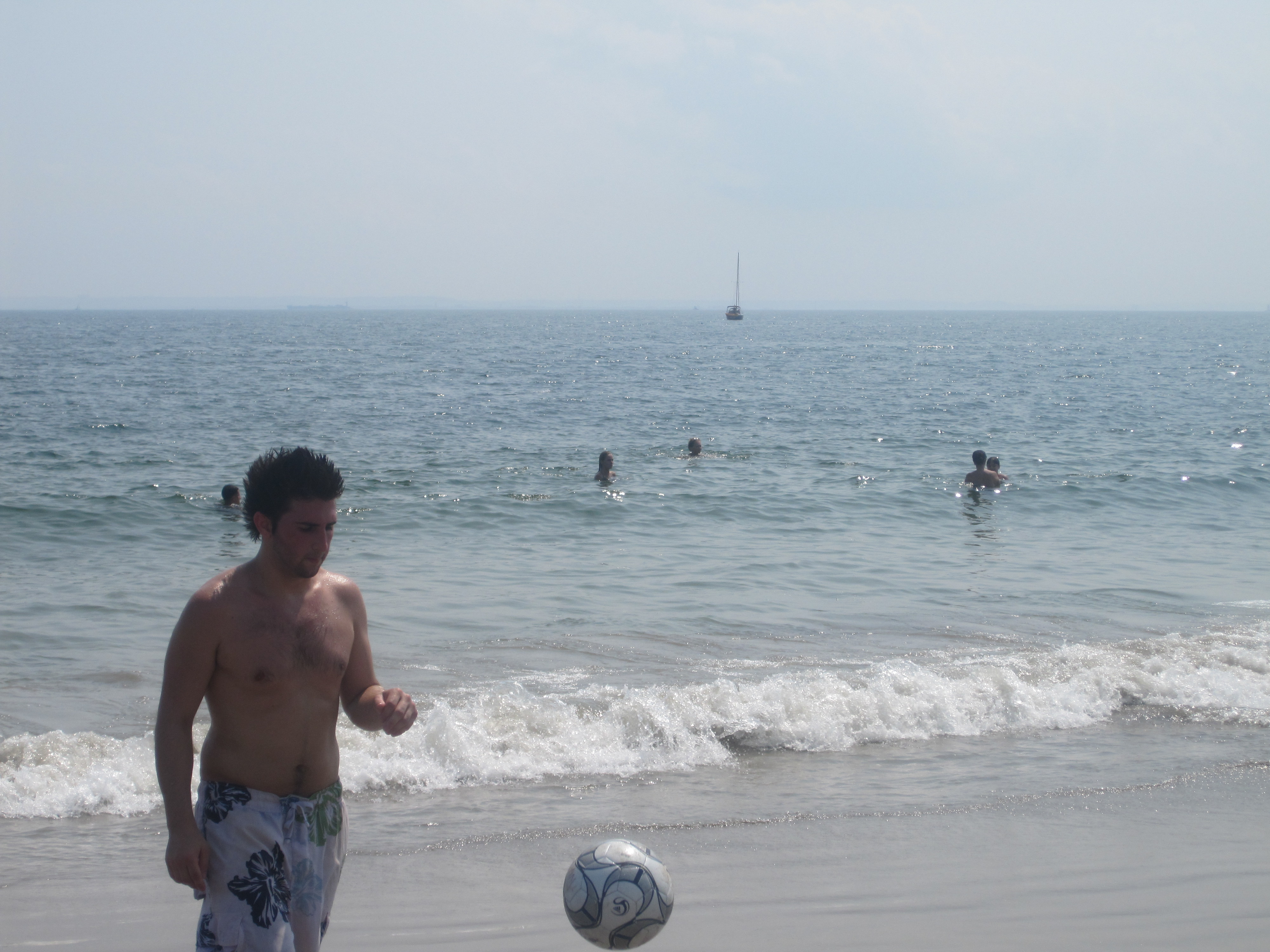
ورزش‌های آبی در ساحل برایتون

خانه سازی در ساحل برایتون
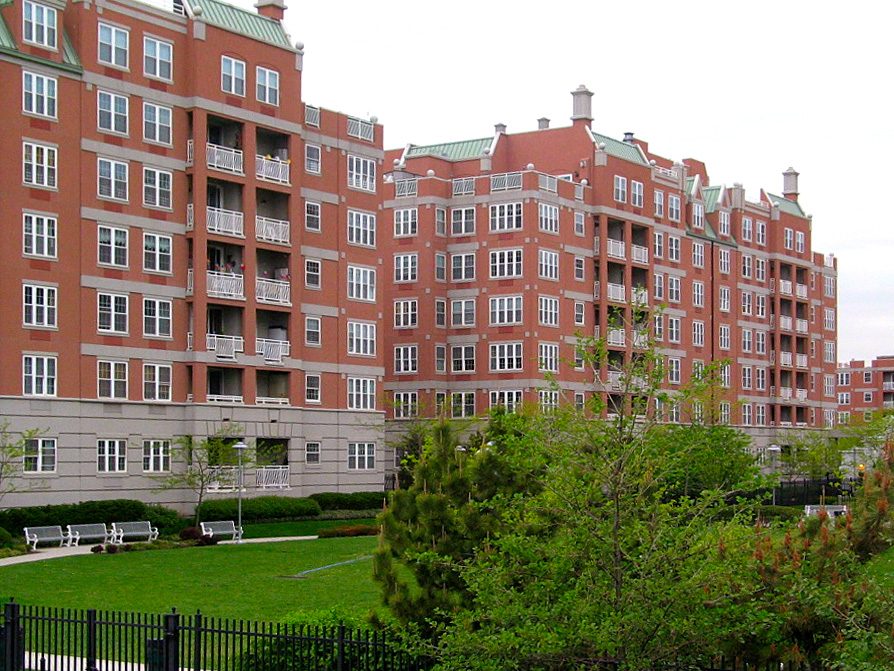
آپارتمان‌های شخصی لوکس اوشنا در ساحل برایتون، ساخته شده در اوائل دهه یکم قرن بیست و یکم
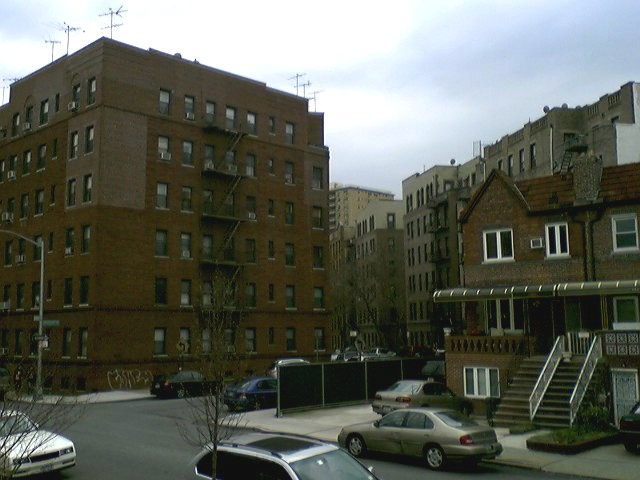
همجواری آپارتمان‌ها و خانه‌های شخصی
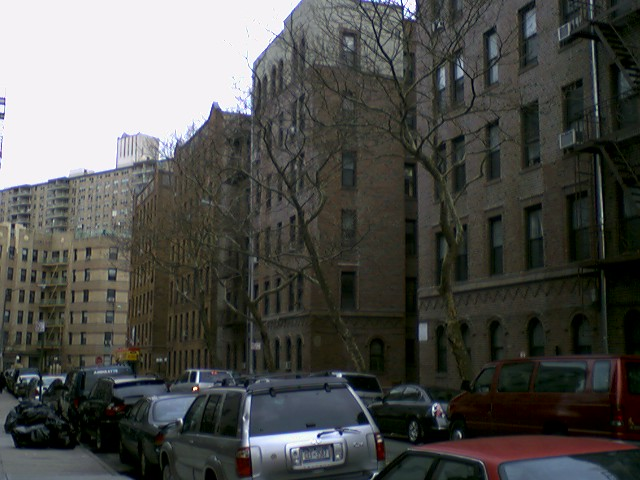
خیابان ۱۵ام برایتون

## تبهکاری
ساحل برایتون توسط حوزه ۶۰ام اداره پلیس شهر نیویورک حفاظت می‌شود. در حوزه ۶۰ از ۱ ژانویه تا ۱۴ سپتامبر ۲۰۱۴، شکایت‌های ۸ قتل، ۱۶ تجاوز جنسی، ۱۶۸ سرقت، ۲۲۶ حمله جنایی، ۱۲۵ دزدی، ۴۱۷ سرقت بزرگ و ۵۳ سرقت بزرگ از ماشین حمل پول ثبت شد که در مجموع سال ۲۰۱۴ نسبت به سال ۲۰۰۱ کاهش ۱۹٫۱۵ درصدی داشت.
به این منطقه با عنوان منطقه خطر «مافیای روسی» نیز اشاره می‌شود، اگرچه از نظر برداشت عمومی «سیستم تبه کاری سازمان یافته (مافیا) تا حدود زیادی از آنجا دور شده‌است». در دهه ۱۹۷۰، بدنام‌ترین پایه مافیا پتیتو بگ گنگ بود، که به عنوان یک باند سارق برای سندیکاهای (اتحادیه‌های صنفی) تبه کاری روسی در نیویورک خدمت می‌کرد. مرآت بلاگولا یک رئیس گرداننده جرم و جنایت (رئیس مافیا) از برایتون بیچ بود کسی که هر گونه ارتباط با مافیای آمریکایی و مافیای روسی زبان را انکار می‌کند. اولین عنصر اصلی جرائم روسی در ساحل برایتون گروه مافیای روسی بین‌المللی که با عنوان وور وی زاکونه (ورو زکونیا) یا «ووری» بود. اولین رئیس باند جرم و جنایت در ساحل برایتون ایوسی آگرون بود، کسی که جرم و جنایت را در دهه ۷۰ و ۸۰ تا زمان مرگش در ۱۹۸۵ گردانده و کنترل می‌کرد. بعد از فروپاشی اتحاد جماهیر سوسیالیستی شوروی سابق در دهه ۹۰ بسیاری از بزهکاران و جنایتکاران روسی نژاد به صورت غیرقانونی وارد ایالات متحده شدند به ویژه ساحل برایتون. در جریان این موج، یک ووری بدنام (وابسته به ورو زکونیا) به نام ویاکسلاو کیریلاویچ ایوانکو (ویچیسلاف کیریوویچ ایوانکوف) وارد ساحل برایتون شد و تا زمان دستگیری‌اش در سال ۱۹۹۵ بر سازمان تبهکاری زیرزمینی ساحل برایتون حکمرانی کرد.

## ساکنان برجسته و مهم
ساکنان پیشین و کنونی مهم ساحل برایتون شامل:
- جک کربی (۱۹۱۷ تا ۱۹۹۴)، هنرمند کتاب‌های کمدی، آفریننده همکار در کاپیتان آمریکا در اوائل دهه ۱۹۴۰ و چهار شگفت‌انگیز، مردان اکس و هالک افسانه‌ای در دهه ۱۹۶۰.
- آلفرد هاروی ورنیکوف، مؤسس کمدی‌های هاروی
- لین رُس (نام هنری)، رقاص در تولید اصلی برودوی ۱۹۵۷ داستان کناره غربی.
- جروم ورف، رهبر سندیکای کارگری ایالات متحده و رئیس فدراسیون آمریکایی کارفرمایان ایالتی، شهرستانی و شهری (AFSCME) از ۱۹۶۴ تا ۱۹۸۱
- نیل سداکا (متولد ۱۹۳۹)، ترانه‌سرا[۱۸]

- سرگی کبوزو، بوکسور روسی
- لئا بیرز رپ (متولد ۱۹۴۶)، نویسنده، روزنامه‌نگار و نمایشنامه نویس[۱۹]
- هاوارد گرین‌فیلد (۱۹۳۶ تا ۸۶)، سرودنویس و ترانه‌سرا[۲۰]
- ادی دنیلز، نوازنده ساکسفون و نی
- ویلی توکارو (متولد ۱۹۳۴)، خواننده و ترانه‌سرای روسی
- گروه توکنز، گروه آوازخوان ۱۹۵۵ در دبیرستان آبراهام لینکلن[۲۱]
- دیوید هلندر (۱۹۱۳ تا ۲۰۰۹)، طولانی‌ترین خاخام فعال در آمریکا

- مرآت بلاگولا (متولد ۱۹۴۳) رئیس مافیای منطقه در طول دهه ۱۹۸۰
- ویاکسلاو کیریلاویچ ایوانکو (۱۹۴۰ تا ۲۰۰۹)، رئیس معروف مافیا
- ولادیمیر رزنیکوو، آدمکش روسی-امریکایی، مشهور به قتل بیرون رستوران بدنام اودسا در ۱۹۸۶

## نکات
1. ↑  Миллениум_(театр) - ویکی‌پدیای روسی
2. ↑  مافیا#مافیا در آمریکا
3. ↑  Thief in law - دانشنامه انگلیسی ویکی‌پدیا
4. ↑  Vyacheslav Ivankov - مشارکت کنندگان ویکی‌پدیای انگلیسی